# Pilkhana
Pilkhana là một thị xã và là một nagar panchayat của quận Aligarh thuộc bang Uttar Pradesh, Ấn Độ.

## Nhân khẩu
Theo điều tra dân số năm 2001 của Ấn Độ, Pilkhana có dân số 9692 người. Phái nam chiếm 53% tổng số dân và phái nữ chiếm 47%. Pilkhana có tỷ lệ 28% biết đọc biết viết, thấp hơn tỷ lệ trung bình toàn quốc là 59,5%: tỷ lệ cho phái nam là 37%, và tỷ lệ cho phái nữ là 17%. Tại Pilkhana, 22% dân số nhỏ hơn 6 tuổi.